# Death Certificate
Death Certificate je v pořadí druhé album amerického rapera Ice Cubea, vyšlo v roce 1991 a dostalo se na 2. místo v žebříčku The Billboard 200. Platinového alba se prodalo přes 1 milion kopií.

## Seznam skladeb
| #  | Název                         | Trvání |
| -- | ----------------------------- | ------ |
| 1  | "The Funeral"                 | 1:37   |
| 2  | "The Wrong Nigga To Fuck Wit" | 2:48   |
| 3  | "My Summer Vacation"          | 3:56   |
| 4  | "Steady Mobbin'"              | 4:09   |
| 5  | "Robin Lench"                 | 1:13   |
| 6  | "Givin' Up The Nappy Dug Out" | 4:14   |
| 7  | "Look Who's Burnin'"          | 3:53   |
| 8  | "A Bird In The Hand"          | 2:17   |
| 9  | "Man's Best Friend"           | 2:06   |
| 10 | "Alive On Arrival"            | 3:11   |
| 11 | "Death"                       | 1:03   |
| 12 | "The Birth"                   | 1:21   |
| 13 | "I Wanna Kill Sam"            | 3:22   |
| 14 | "Horny Lil' Devil"            | 3:42   |
| 15 | "Black Korea"                 | 0:46   |
| 16 | "True To The Game"            | 4:10   |
| 17 | "Color Blind"                 | 4:29   |
| 18 | "Doing Dumb Shit"             | 3:45   |
| 19 | "Us"                          | 3:43   |
| 20 | "No Vaseline"                 | 5:13   |

## Singly
- Steady Mobbin'
- True To The Game